# 頭半棘筋
頭半棘筋（とうはんきょくきん、英語: semispinalis capitis muscle）は、長背筋のうち、斜胸の深層に位置する筋肉である。半棘筋のうち、頸半棘筋と胸半棘筋、頭半棘筋の3部に分けられたものの一方である。第4頸椎関節突起～第6胸椎横突起を起始とし、斜側上方に向かって走り、上項線と下項線の間に付着する。頭棘筋を含む場合もある。
頭部および脊柱の後屈、側屈、反対側への回旋を行う。